# Pangong Tso
El Pangong Tso (en tibetà: སྤང་གོང་མཚོ, en wylie: spang gong mtsho; en hindi: पांगोंग त्सो; en xinès: 班公错; en pinyin: Bāngōng Cuò), literalment en tibetà "llac d'altes pastures", també conegut com a llac Pangong, és un llac situat a l'Himàlaia, a una altitud d'uns 4.250 msnm. Fa 134 km de llargada i s'estén des de l'Índia al Tibet. Dues terceres parts de la longitud del llac es troben en territori xinès. Al punt més ample arriba als 5 km. A l'hivern el llac es congela totalment tot i que la seva aigua és salada.
Al Pangong Tso s'hi pot arribar en cotxe des de Leh; són 5 hores per una carretera de muntanya molt difícil. La carretera passa pel pas de Changla, a una altitud de 5.360 m. L'accés al llac es troba obert a la temporada turística, de maig a setembre. Es necessita un permís especial per accedir al llac. Mentre que un indi pot demanar un permís a títol individual a Leh, els ciutadans no indis necessiten formar un grup d'almenys quatre persones per aconseguir-ho. Per raons de seguretat, no es permet navegar amb vaixell pel llac.
El llac es troba en procés de ser identificat en virtut del Conveni de Ramsar com a zona humida d'importància internacional. Aquest serà el primer aiguamoll transfronterer a l'Àsia del Sud sota aquesta convenció.

## Fauna i flora

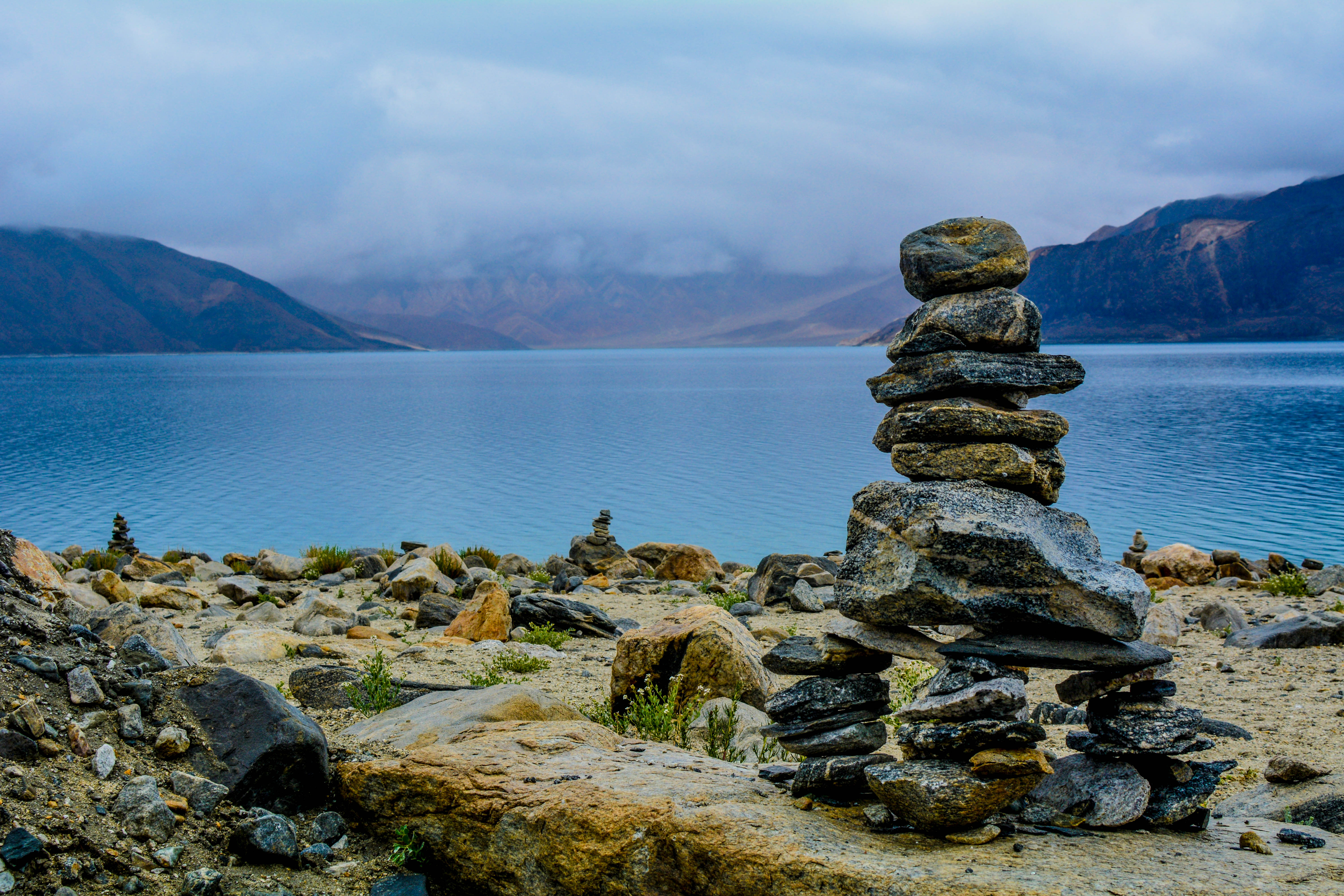
Pangong Tso durant l'alba amb escultures de roca.

L'aigua salobre del llac té micro-vegetació molt petita. Els guies informen que no hi ha peixos al llac, a excepció d'alguns petits crustacis. D'altra banda, els visitants veuen nombrosos ànecs i gavines per sobre i sobre la superfície del llac. Hi ha algunes espècies de matolls i herbes perennes que creixen en els pantans al voltant del llac.

El llac actua com un brou de cultiu important per a una gran varietat d'aus, incloent un nombre d'aus migratòries. Durant l'estiu, l'oca índia i l'ànec canyella són habitualment vistos. La regió al voltant del llac és compatible amb un nombre d'espècies de vida silvestre, incloent el kiang i la marmota. Anteriorment el llac tenia una sortida al riu Shyok, un afluent del riu Indus, però s'ha tancat a causa de la construcció de preses naturals.

## Aparició en pel·lícules
- Dil Se..
- The Fall (2006).
- Heroes (pel·lícula de 2008).
- 3 Idiots.
- Jab Tak Hai Jaan
- Sanam Re[4]
- Shakti (pel·lícula de 2011.
- Waqt: The Race Against Time.
- Taur Mittran Di.
- Tashan
- Fugly
- Aagadu

## Galeria

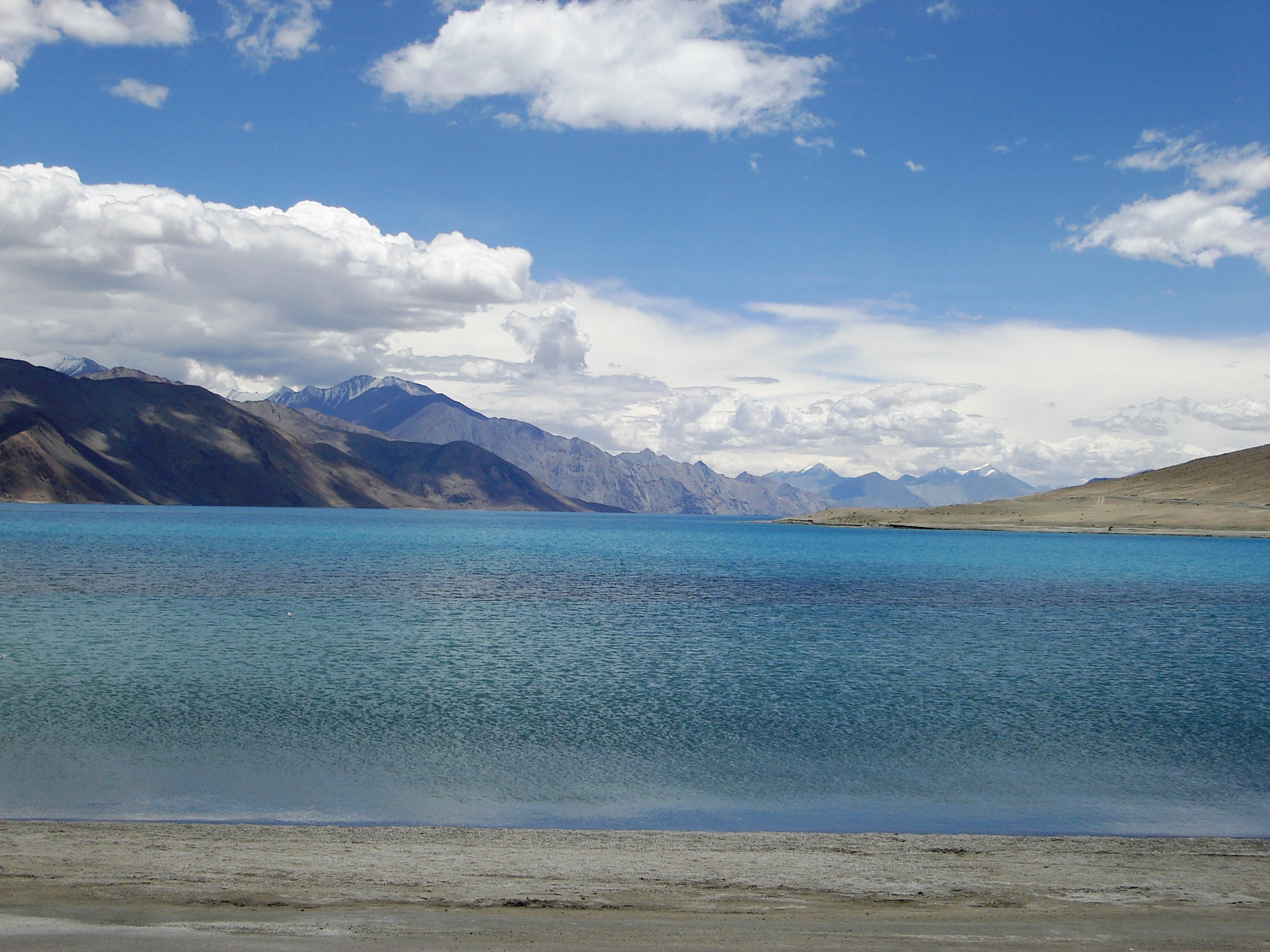
Pangong Tso
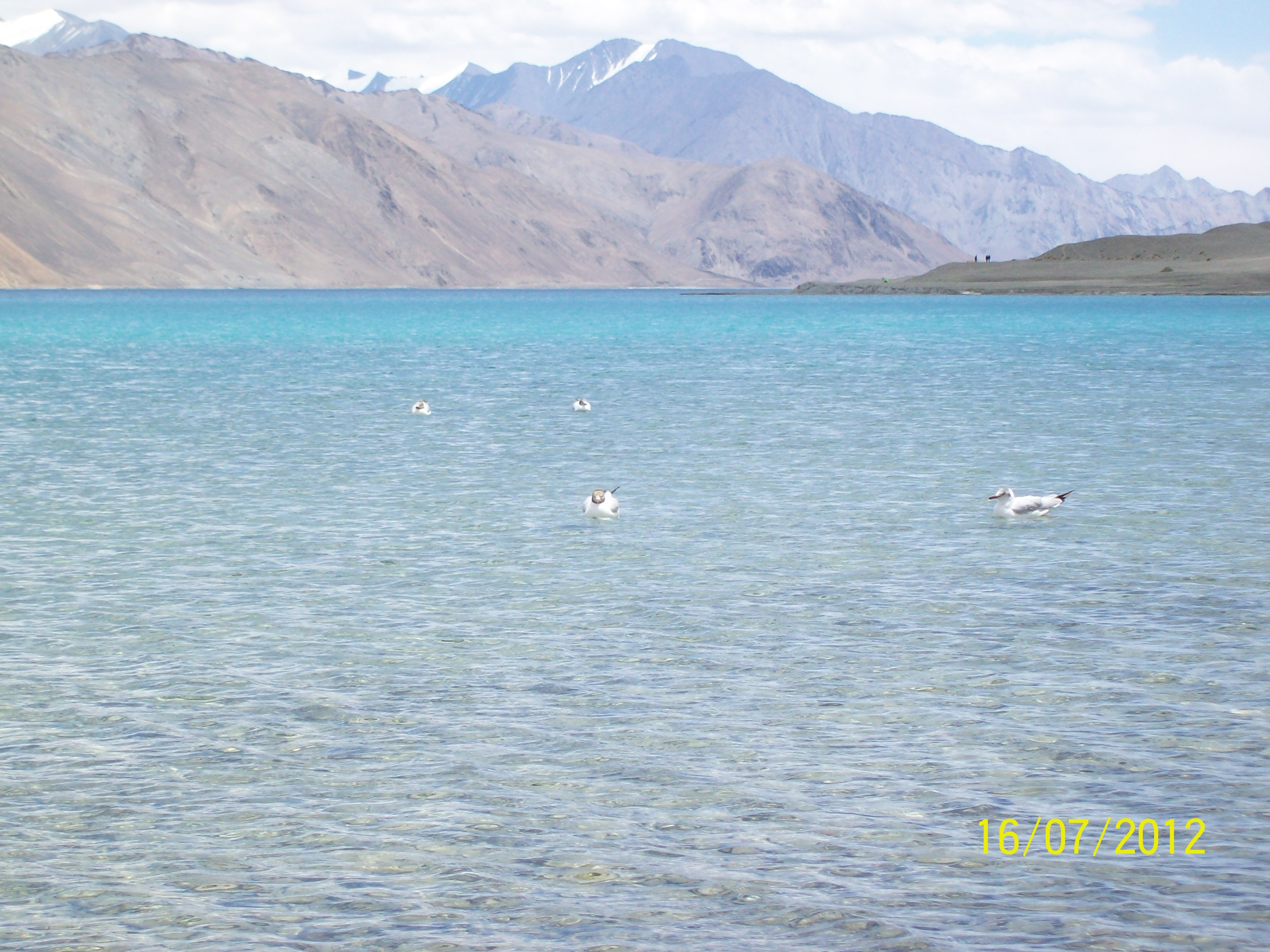
Ànecs vistos al llac
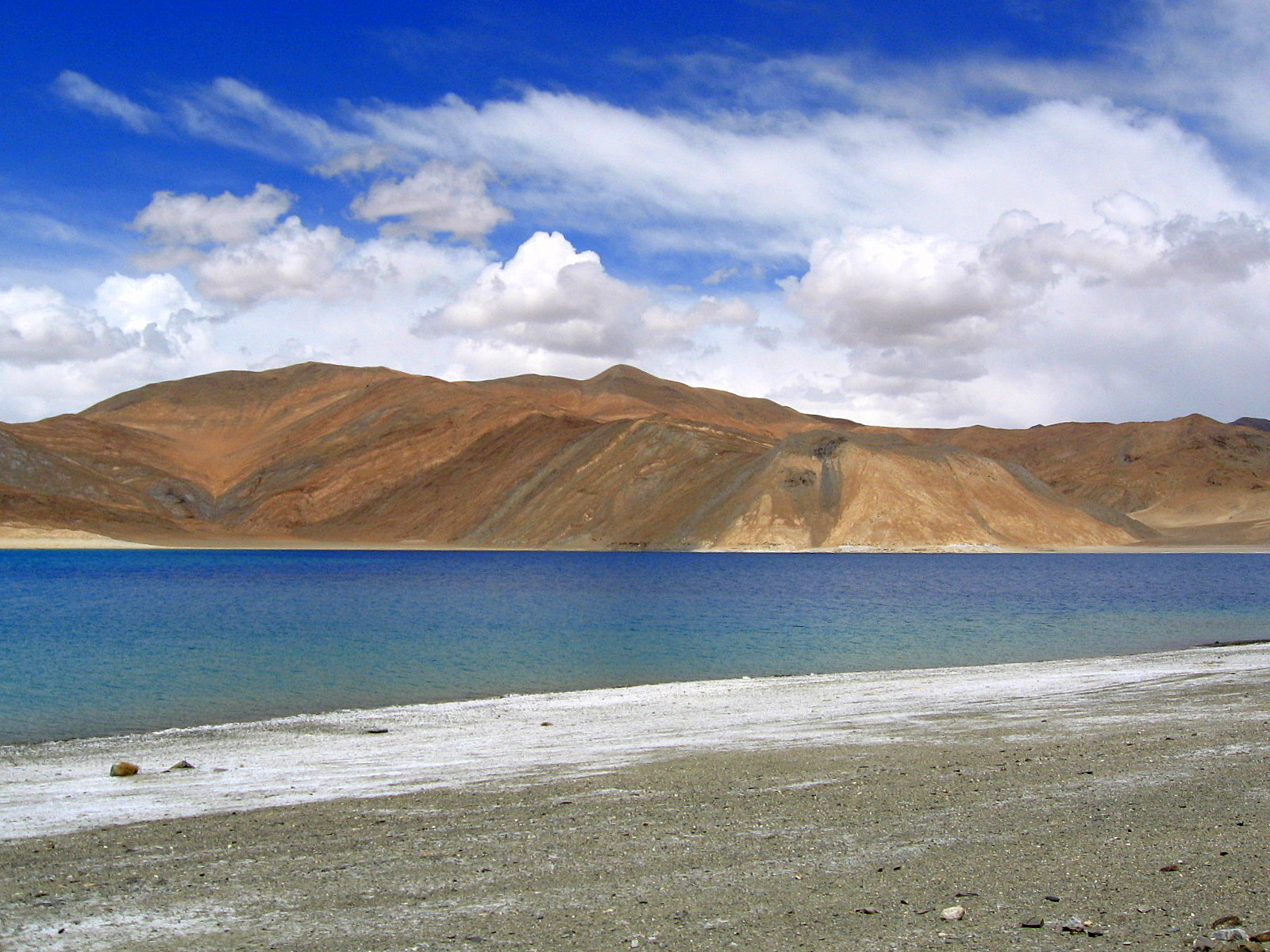
El llac durant l'estiu
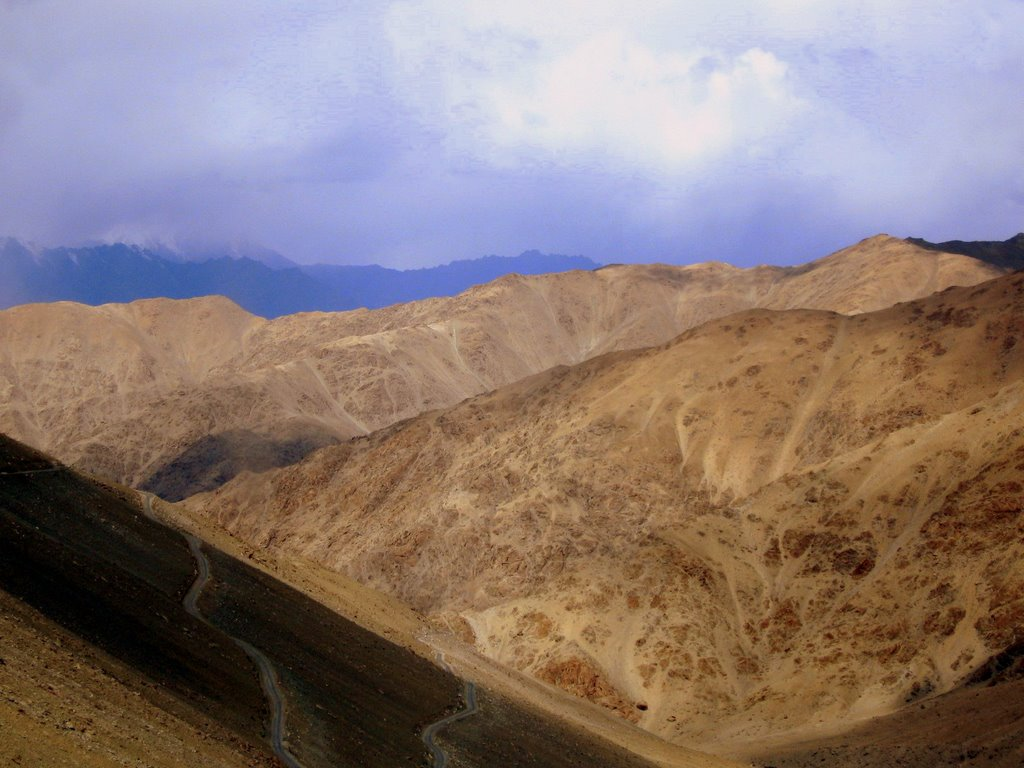
Carretera cap al Pangong Tso
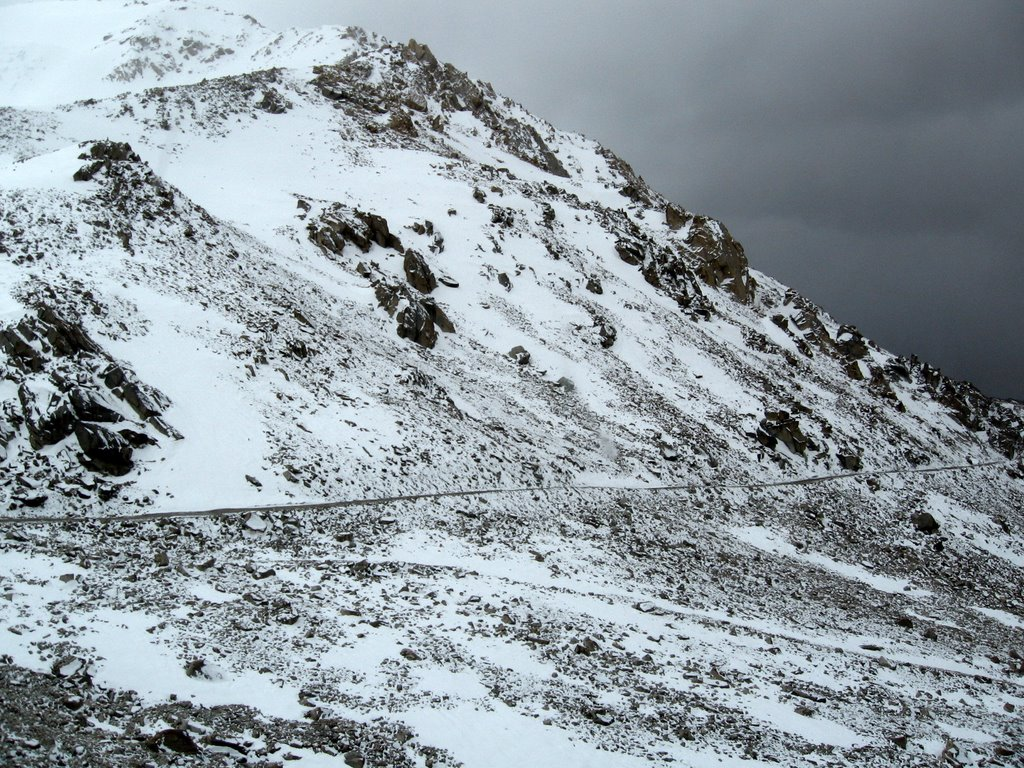
Carretera cap al Pangong Tso
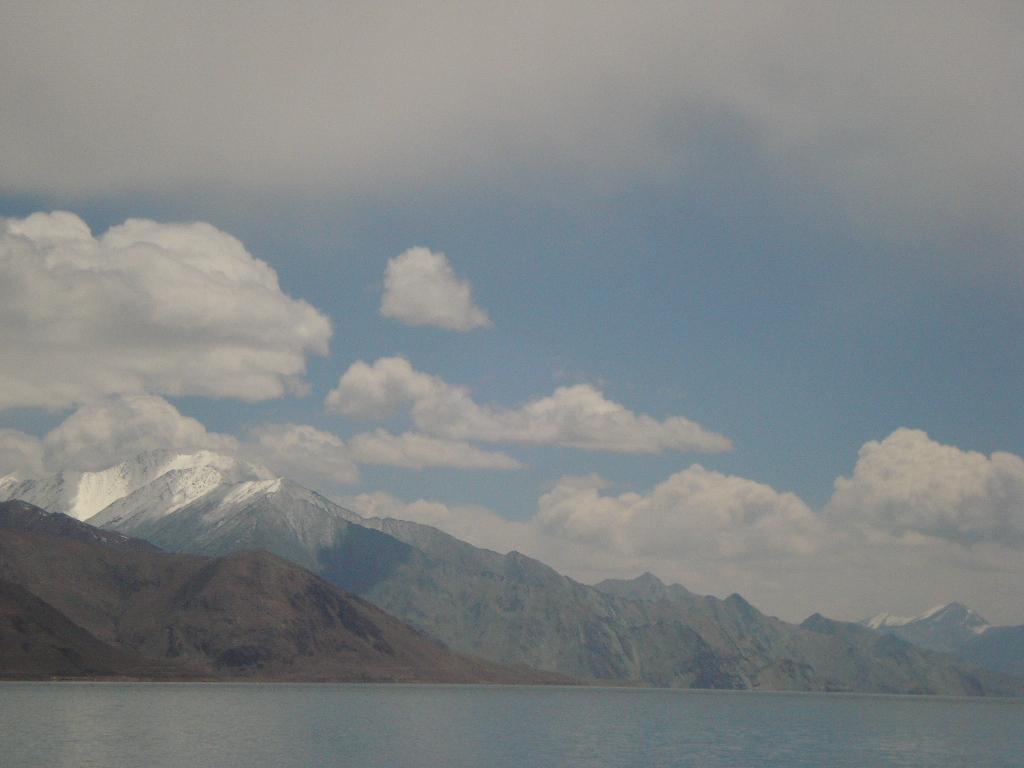
Pangong Tso a l'abri
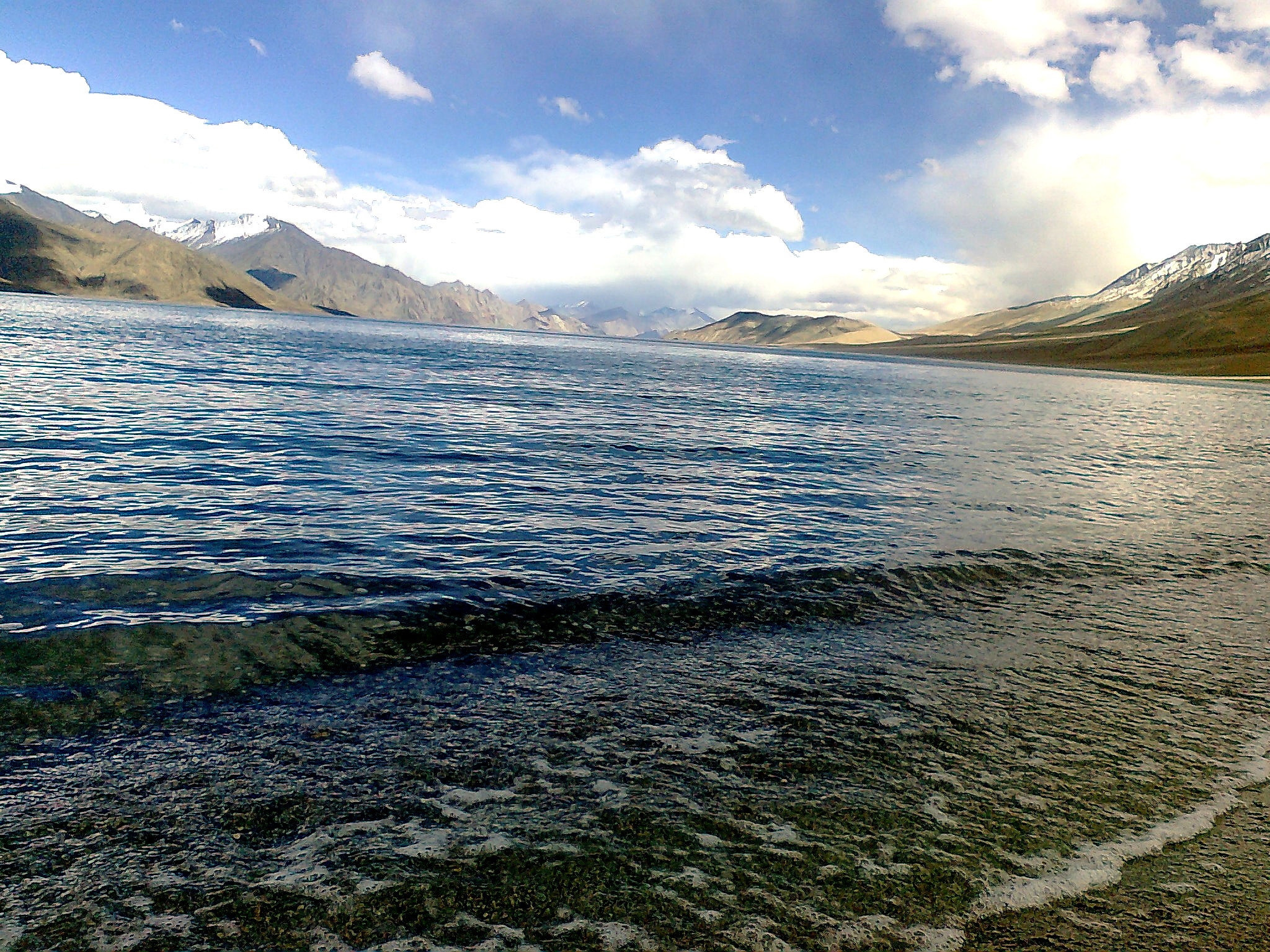
Aigua salobre al Pangong Tso
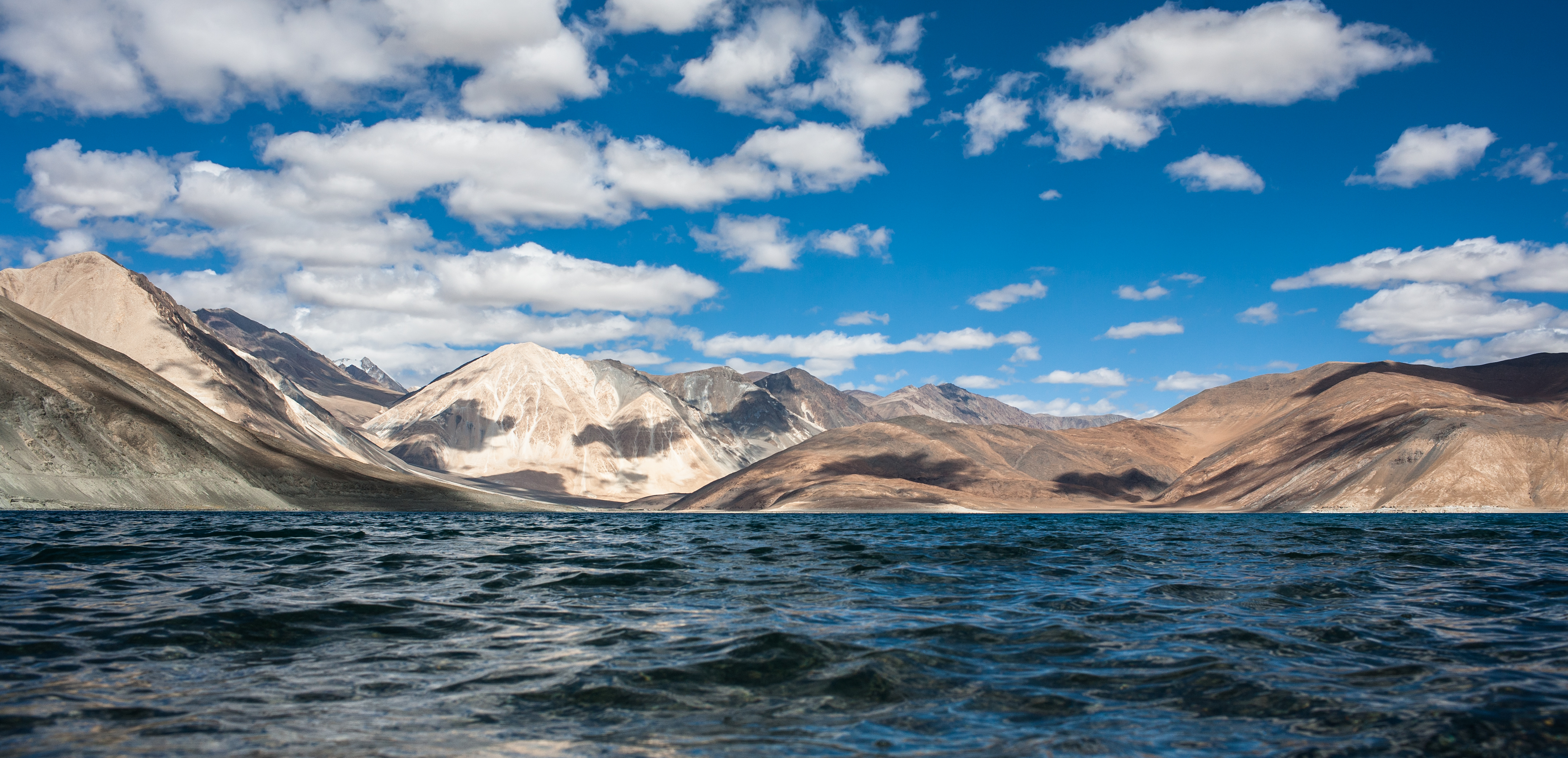
Pangong Tso